# 怪異談 生きてゐる小平次
『怪異談 生きてゐる小平次』（かいいだん いきているこへいじ）は、1982年（昭和57年）公開の日本映画。中川信夫監督。

## 製作
1981年の始めに製作費1,000万映画で有名なATGが、「今、1000万円で何が可能か?」を探るべく、「もう一度1,000万映画」というコンセプトで、1981年の1,000万映画として、『ガキ帝国』『九月の冗談クラブバンド』『近頃なぜかチャールストン』『KID NAPING BLUES（誘拐の唄）』（全て発表時のタイトル）とともに5本のうちの1本として製作発表があった。このとき発表されたタイトルは『生きてゐる小平次』で「2人の男と1人の女だけで構成される怪奇譚」と説明があった。1981年晩秋の発表では「3人と一匹しか登場しない」と説明があった。また5本はいずれも東京ではシネマ・プラセットで公開すると発表された。

## 概要
原作は鈴木泉三郎の同名戯曲である。この原作は、幽霊役で名を馳せた役者が殺されて幽霊となる小幡小平次の怪談話をアレンジし、「殺したと思ったのに何度でも生きて舞い戻ってくる」というシュールな味わいを持っている。歌舞伎では今もたびたび公演される定番の芝居のひとつであり、第二次世界大戦後の1957年（昭和32年）には、青柳信雄監督、二代目中村扇雀、芥川比呂志、八千草薫主演による『生きている小平次』がすでに東宝で映画化されている。本作は、2度目の映画化である。
1980年（昭和55年）、磯田啓二率いる独立プロダクション・磯田事務所がATGと提携作品を作ることになり、当時怪談映画の名手として知られていたものの、すでに第一線を退いていた中川信夫に監督を依頼した。そうしたところ、中川が「やりたい」と出してきたのがこの原作だった。
撮影は翌1981年（昭和56年）、京都の映像京都などの協力を得て、大映京都撮影所にメインのセットを組み、ロケーションを織り交ぜて行われた。製作期間は7日間であった。「1千万円」という限られた予算の中で、中川は旧映画版以上に俳優をしぼりこみ、主演の3人以外はいっさい登場しない三角関係の心理ドラマを作り上げた。鈴木泉三郎は生前「『小平次』は怪談ではない」と語っており、中川とスタッフは、「死んでいないかも知れないし死んで幽霊になっているのかも知れない」という「幽明の境」を漂うような世界を描くために、軽量の16ミリカメラのアリフレックスを使用しながらも一切動かさないフィックス・ショットで全編を撮影し、過去の怪談映画で見せた躍動感あふれる移動映像は一切排した。また、そこには「低予算という逆境に（中略）自らの気持ちを引き締めるため」という中川の気概もこめられているという。
本作は16mmフィルムで撮影し35mmフィルムにダイレクトにブローアップして劇場公開された。当時16ミリから35ミリへのブローアップをするには、いったん16ミリのネガフィルムを35ミリのネガフィルムにブローアップしなければならなかったが、本作ではその工程を省き、16ミリネガから直接35ミリプリントを焼いている。これは発想的には、スーパー16（16mmフィルム#スペック#スーパー16）のさきがけを行ったともいえる。この工程省略によって、ネガ引き伸ばしの際にもたらされる画面が引き伸ばされたような不自然感や粒子の粗さなどが解消され、よりクリアな映像が得られることになった。カラー作品では初の試みとされている。
撮影現場では、中川の方針により横文字の使用が禁止され、「テスト」「OK・NG」などの用語を日本語に変えなければならずスタッフは苦労したという。
映画が完成した1982年は、中川信夫が77歳の喜寿を迎えた年である。ATGから本作に企画で参加した多賀祥介らが呼びかけ人となって、同年5月18日に「中川信夫の喜寿を祝う会」が東京の私学会館で開催された。所縁の映画人が多数参列し、中川には、生涯片時も離さなかった日本酒を1年分などが寄贈された。中川はこの作品を遺作として、2年後の1984年に死去した。

## あらすじ
天保13年（西暦1842年）の夏。今は格の低い“緞帳芝居”の役者にすぎない小平次と、囃子方の太九郎だが、2人は一朝志を得たら七代目市川團十郎や近松門左衛門に匹敵するほどの存在になろうと野心を抱いていた。この2人に太九郎の連れ合いの おちか を入れた3人は幼なじみの仲良しだったが、ある日、小平次は おちか に女房になって欲しいと告白した。そんな小平次に おちか は、太九郎の子供を身ごもったが体が弱いので産みたくないと相談し、小平次は堕胎法を伝授した。
芝居の巡業先で太九郎と釣りに出かけた小平次は、思い切って太九郎に おちか をくれと申し出るが怒った太九郎に沼に突き落とされ沈められてしまう。
太九郎は小平次を殺したと思い込んで江戸に逃げ帰ったが、そこには死んだはずの小平次がいて、再び「おちか をくれ」と迫ってくる。恐怖し激怒した太九郎は小平次を殴りつけて、今度こそ小平次を殺したと確信し、おちか を連れて江戸から逃げ出した。
長い逃避行に疲れ果て、小平次が追いかけて来ると妄想する太九郎。賽の河原と呼ばれる川岸で、小平次と墮胎した子の霊を弔う おちか を見た太九郎は、子供の父親は小平次ではと邪推して おちか を絞め殺そうとした。それを止める小平次。彼は生きて後をつけて来ていたのだ。河原で闘い、死んだように動かなくなる男たちの傍らで、おちか は静かに佇んでいた。

## スタッフ
- 監督・脚本：中川信夫
- 企画：滝沢一、多賀祥介
- 原作：鈴木泉三郎
- 撮影：樋口伊喜夫
- 美術：西岡善信、加門良一
- 照明：小中健二郎、花田勝麿
- 録音：川嶋一義
- 編集：津名具代
- 題字：天知茂

## キャスト
- 小幡小平次：藤間文彦
- 那古太九郎：石橋正次
- おちか：宮下順子

## 評価
- キネマ旬報ベストテン第10位 - 1982年度